# Oxid vápenatý
Oxid vápenatý (chemický vzorec CaO), triviálními názvy pálené vápno nebo též nehašené vápno je široce rozšířená běžně používaná chemická sloučenina. Oxid vápenatý je bílá žíravá a alkalická krystalická látka. Komerčně vyráběný oxid vápenatý také často obsahuje příměsi oxidu hořečnatého, oxidu křemičitého a malá množství oxidu hlinitého a oxidu železitého.
Oxid vápenatý je obvykle vyráběn tepelným rozkladem hornin, jako je vápenec, který obsahuje uhličitan vápenatý (CaCO3 ve formě minerálů kalcitu a aragonitu). Rozklad je prováděn zahříváním jemně mleté horniny na teplotu přesahující 825 °C. Tento proces je nazýván kalcinace nebo též pálení vápna. Uvolňuje se při něm oxid uhličitý (CO2) a uhličitan se přeměňuje na oxid vápenatý (CaO). Jako palivo se používá nejčastěji hnědé uhlí, koks, černé uhlí (respektive antracit) nebo zemní plyn. Dříve se jako palivo používalo též dřevo.
| CaCO3 → CaO + CO2 | \| \| \| \| \| \| \| \| |  |
|                   |                         |  |
|                   |                         |  |

Tento proces je reverzibilní, a proto od okamžiku, kdy je vypálené vápno ochlazeno, začíná vstřebávat okolní oxid uhličitý ze vzduchu a po čase se opět změní na původní uhličitan. Pálení vápna patří mezi první chemické procesy objevené člověkem již v pravěku.

## Použití
Jako hydratované nebo též triviálně hašené vápno ve formě hydroxidu vápenatého Ca(OH)2 (název tohoto minerálu je portlandit). Je využíván jako součást malty a sádry ke zvýšení tvrdosti materiálu. Příprava hašeného vápna je velmi jednoduchá, neboť oxid vápenatý je jeho zásaditý anhydrid a s vodou reaguje velmi rychle a exotermně.
CaO + H2O → Ca(OH)2
Historicky nejstarší využití vápna bylo ve stavebnictví – v omítkách je používali již starověcí Římané. Při nedostatku vápence kvůli tomu dokonce někdy byly rozbíjeny mramorové sochy.
Oxid vápenatý je též používán při výrobě skla a díky své schopnosti reagovat s křemičitany je používán v moderních postupech výroby ocelí a hořčíkových, hliníkových a jiných neželezných kovů. Napomáhá vyplavování nečistot do strusky.
Bývá také používán jako přísada pro úpravu vody. Snižuje její kyselost, změkčuje ji, funguje jako flokulant (sbaluje koloidní nečistoty) a napomáhá odstraňování fosfátů a jiných nečistot.
V papírnictví pomáhá rozpouštět lignin, působí jako koagulant a bělidlo.
V zemědělství a lesnictví snižuje kyselost půdy. Bývá též používán jako účinná složka při čistění a odsiřování plynných zplodin.
Tradičně bývá používán při pohřbívání mrtvých těl do otevřených hrobů zvláště v období epidemií například moru za účelem dezinfekce a zamezení zápachu rozkladu.
Ve forenzních vědách je používán k detekci otisků prstů. Jako dehydratační činidlo se používá k čištění kyseliny citronové, glukosy, barviv a jako pohlcovač CO2. Často bývá používán v hrnčířství, malířství a potravinářství.
Energie uvolněná reakcí oxidu vápenatého s vodou bývá používaná jako zdroj tepla k ohřevu speciálních samoohřevných konzerv jídla.
Roční světová produkce oxidu vápenatého je asi 130 milionů tun. Největší producenti, USA a Čína, vyprodukují každý přibližně 20 milionů tun.

### Využití ve stavebnictví
Dle jakosti surovin lze vyrobit dva druhy vápna, které se ve stavebnictví technicky označuje jako tzv. vzdušné vápno.

#### Druhy vzdušného vápna bílého
| Označení      | Značení | Obsah CaO + MgO 1 | Obsah MgO 1, 2 | Obsah SO3 1 |
| ------------- | ------- | ----------------- | -------------- | ----------- |
| Bílé vápno 90 | CL90    | ≥90               | ≤5             | ≤2          |
| Bílé vápno 80 | CL80    | ≥80               | ≤5             | ≤2          |
| Bílé vápno 70 | CL70    | ≥70               | ≤5             | ≤2          |

| Doplňující třídění | Přípona |
| ------------------ | ------- |
| Nehašené vápno     | Q       |
| Hašené vápno bílé  | S       |

Pozn.:
- 1 Hodnoty uvedené v hmotnostních %. Pro nehašené vápno platí přímo. U nehašeného vápna se vápenné kaše po odpočtu volné a vázané vody
- 2 Vyhoví-li zkoušce objemové stálosti dle ČSN EN 459 – 2, připouští se až 7%.

#### Druhy vzdušného vápna dolomitického
| Označení             | Značení | Obsah CaO + MgO 1 | Obsah MgO 1, 2 | Obsah SO3 1 |
| -------------------- | ------- | ----------------- | -------------- | ----------- |
| Dolomitické vápno 85 | DL85    | ≥85               | ≤30            | ≤2          |
| Dolomitické vápno 80 | DL80    | ≥80               | ≥5             | ≤2          |

| Doplňující třídění            | Přípona |
| ----------------------------- | ------- |
| Polohašené vápno dolomitické  | S1      |
| Plně hašené vápno dolomitické | S2      |

Pozn.:
- 1 Hodnoty uvedené v hmotnostních %. Pro nehašené vápno platí přímo. U nehašeného vápna se vápenné kaše po odpočtu volné a vázané vody
- 2 Vyhoví-li zkoušce objemové stálosti dle ČSN EN 459 – 2, připouští se až 7%.